# Großaugen-Fuchshai
Der Großaugen-Fuchshai (Alopias superciliosus) ist eine von drei Arten der Fuchshaie (Alopiidae). Er ist in großen Teilen der gesamten subtropischen und tropischen Bereiche der Weltmeere verbreitet.

## Aussehen und Merkmale
Der Großaugen-Fuchshai ist ein großer Hai mit einer durchschnittlichen Körperlänge von 300 bis 400 cm, die maximale Länge kann bis 460 cm bei einem Gewicht von etwa 160 kg reichen. Er hat eine dunkelblaue bis blauviolette Rückenfärbung ohne auffällige Zeichnung und eine weiße Bauchfärbung.
Der Hai besitzt eine konisch abgerundete Schnauze und im Vergleich zu anderen Fuchshaien sehr große und nach oben gerichtete Augen. Die Schwanzflosse ist sehr groß ausgebildet und der obere Schwanzlobus besitzt eine Länge, die fast der des restlichen Körpers entspricht. Er besitzt eine sehr kleine Afterflosse und zwei Rückenflossen. Die erste Rückenflosse ist deutlich größer als die zweite, die wie die Analflosse nur sehr klein ausgebildet ist, und liegt hinter den Brustflossen. Die Brustflossen sind relativ groß und enden nicht spitz wie beim Gemeinen Fuchshai (A. vulpinus). Wie alle Arten der Gattung besitzen die Tiere fünf Kiemenspalten und haben kein Spritzloch.

## Lebensweise
Der Großaugen-Fuchshai ist eine Hochseeart, kann jedoch auch regelmäßig in Küstennähe auftauchen. Er lebt in Gewässertiefen von der Meeresoberfläche bis zu 500 m Tiefe, wobei die nach oben gerichteten Augen auf einen regelmäßigen Aufenthalt in tieferen Wasserbereichen schließen lassen. Aufgrund einer gegenüber der Umgebung erhöhten Körpertemperatur kann der Hai auch in kalten Gewässern sehr effektiv schwimmen. Er ernährt sich räuberisch vor allem von verschiedenen Knochenfischen, wobei er diese im Schwarm mit Hilfe seines langen Schwanzes zusammentreibt und sie dann mit diesem erschlägt oder betäubt, bevor er sie frisst.

### Fortpflanzung
Er ist wie andere Arten der Makrelenhaiartigen lebendgebärend und bildet keine Plazenta aus (aplazental vivipar). Die Weibchen bekommen in der Regel 2 Jungtiere pro Wurf, ein uteriner Kannibalismus liegt vor. Die Junghaie haben eine Größe von weniger als 100 Zentimetern und wachsen relativ schnell. Die Geschlechtsreife erreichen die Tiere bei einer Länge von ungefähr 270 bis 300 cm.

## Verbreitung

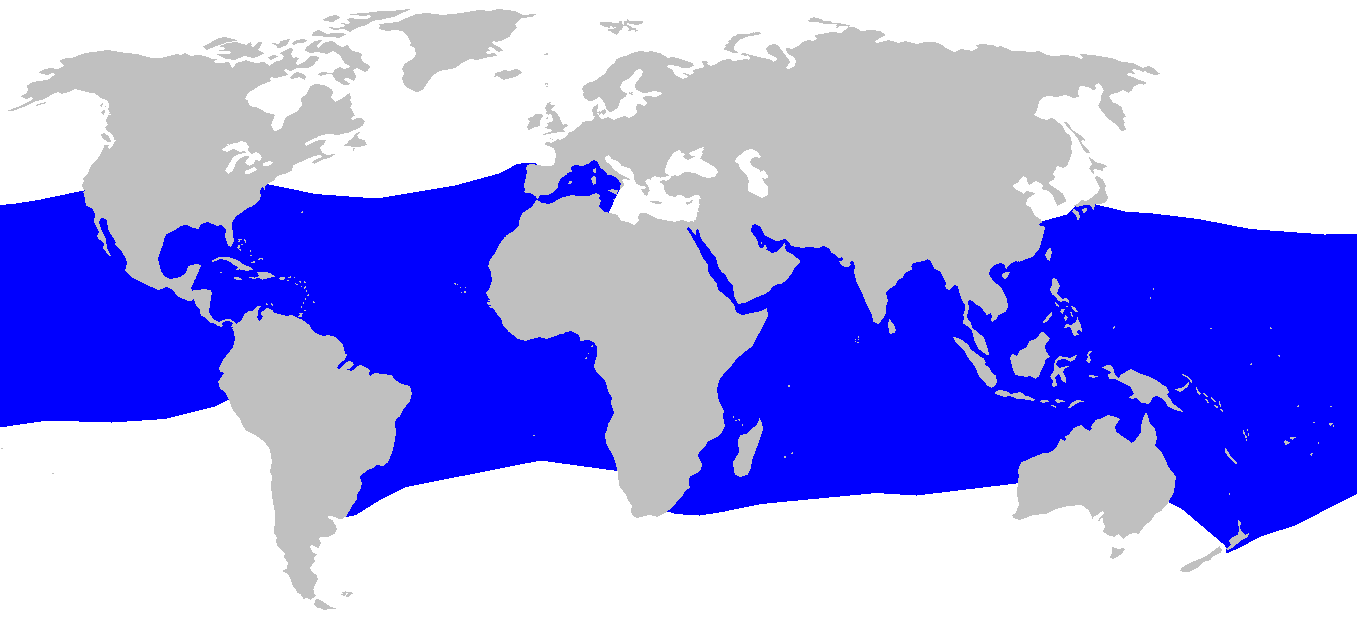
Verbreitungsgebiet des Großaugen-Fuchshais

Der Großaugen-Fuchshai ist in großen Teilen der gesamten subtropischen und tropischen Bereiche der Weltmeere verbreitet. Seine Hauptverbreitung hat er in den Hochseebereichen.